# インターコンチネンタルGTチャレンジ
インターコンチネンタルGTチャレンジ（Intercontinental GT Challenge、略称:IGTC）は、2016年からSROによって開催されるスポーツカーレースで、FIA-GT3規定に準拠したGTカーの国際耐久レースである。

## 概要
このシリーズはマニュファクチャラー向けとしている。メーカーは自社の車を供給する代わりに、参戦するレースで地元のチームを任命してエンジニアやドライバーを派遣しサポートし、ポイントを獲得することができる。2016年の最初のシリーズには、アウディ、ベントレー、マクラーレン、メルセデスの4つのメーカーが参加した。
レースは独立したイベント（鈴鹿10時間やバサースト12時間レースなど）または別のチャンピオンシップの一部（スパ24時間など）の場合があるが、ニュルブルクリンク24時間レースを除いて同じ技術規則に準拠した車で争われる。

## チャンピオン
このシリーズではドライバーズ、マニュファクチャラーズのタイトルが争われ、マニュファクチャラーズタイトルは、最高得点のマニュファクチャラーに授与される。登録したマニュファクチャラーは最大4台（スパ24時間では6台）の車を登録できるが、上位2台の車のポイントしか受け取れない。ドライバーズタイトルは、FIA（国際自動車連盟）が定めるドライバーグレードで、プロドライバーと、ブロンズドライバーによるカテゴリーの2つに授与される。

### ドライバーズタイトル
| 年     | プロドライバー                                                                | Amドライバー（2016） ブロンズドライバー（2018-2019） Pro-Amドライバー(2021-22) インディペンデントカップ(2023-) |
| ------ | ----------------------------------------------------------------------------- | --- |
| 2016年 | ローレンス・ヴァントール（アウディ）                                          | ティエリー・コーナック（ポルシェ） スティーブ・マクラフラン（アウディ）                                        |
| 2017年 | マルクス・ヴィンケルホック（アウディ）                                        | 開催されず |
| 2018年 | トリスタン・ヴォーティエ（メルセデスAMG）                                     | ケニー・ハブル（メルセデスAMG）                                                                                |
| 2019年 | デニス・オルセン（ポルシェ）                                                  | ケニー・ハブル（メルセデスAMG）                                                                                |
| 2020年 | ニック・キャッツバーグ（BMW） アウグスト・ファルフス（BMW）                   | 開催されず |
| 2021年 | コモ・レドガー（フェラーリ） アレッサンドロ・ピエール・グイディ（フェラーリ） | ミカエル・グルニエ（メルセデスAMG） ケニー・ハブル（メルセデスAMG） マーティン・コンラッド（メルセデスAMG）    |
| 2022年 | ダニエル・ジュンカデラ（フェラーリ)                                           | ケニー・ハブル（メルセデスAMG） マーティン・コンラッド（メルセデスAMG）                                        |
| 2023年 | ジュール・グーノン（メルセデスAMG）                                           | ジョナサン・ホイ（メルセデスAMG/マクラーレン/フェラーリ）                                                      |
| 2024年 | シャルル・ウィーツ（BMW）                                                     | アンタレス・オー（ポルシェ）                                                                                   |

### マニュファクチャラーズタイトル
| 年     | GT3           | GT4        |
| ------ | ------------- | ---------- |
| 2016年 | アウディ      | 開催されず |
| 2017年 | アウディ      | ポルシェ   |
| 2018年 | アウディ      | 開催されず |
| 2019年 | ポルシェ      | 開催されず |
| 2020年 | ポルシェ      | 開催されず |
| 2021年 | アウディ      | 開催されず |
| 2022年 | メルセデスAMG | 開催されず |
| 2023年 | メルセデスAMG | 開催されず |
| 2024年 | ポルシェ      | 開催されず |

## 参照
- バサースト12時間レース（英語版）
- スパ・フランコルシャン24時間
- ニュルブルクリンク24時間レース
- セパン12時間
- 鈴鹿1000㎞
- キャラミ9時間
- インディアナポリス8時間
- GTワールドチャレンジ・ヨーロッパ